# حزب الوحدويين الاشتراكيين
حزب الوحدويين الاشتراكيين تأسس عام 1961 انشقاقًا عن حزب البعث، بعد توقيع عدد من قيادات البعث التاريخية، على بيان الانفصال. وعقد مؤتمره التأسيسي الأول عام 1962، وأقرت ميثاقها، وقد عدد منتسبيه بنحو 35 ألف شخص. وانضموا إلى الجبهة الوطنية التقدمية منذ إنشائها. وله اليوم صحيفة «الوحدوي»، ويرفع شعاره «بالوحدة والاشتراكية» ويعتبرهما «قضية واحدة لا قضيتين»، ويعرف عن نفسه بوصفه حزب «الطبقة العاملة».